# Jamie Cullum
Jamie Cullum (Essex, Inglaterra, 20 de Agosto de 1979) é um cantor e pianista de jazz contemporâneo inglês, considerado uma referência na recriação deste género musical.
Recriando músicas antigas de jazz de nomes como Frank Sinatra ("Just One of Those Things", "The Pursuit") e colocando-as numa roupagem absolutamente nova, Jamie faz sucesso na Europa e na Ásia, onde, além de covers, faz sucesso com temas da sua própria autoria distribuídos em sete álbuns: Heard It All Before, Pointless Nostalgic, Twentysomething, Catching Tales, The Pursuit, Momentum e Interlude

## Discografia

### Álbuns de estúdio
- Heard It All Before (1999)
- Pointless Nostalgic (2002)
- Twentysomething (2003)
- Catching Tales (2005)
- The Pursuit (2009)
- Momentum (2013)
- Interlude (2014)
- Taller (2019)

### Ao vivo
- Live at Ronnie Scott's (2006)

### Compilações
- In the Mind of Jamie Cullum (2006)
- Jamie Cullum: Influences (2007)

## DVDs
- Live at Blenheim Palace (2004)
- Telling Tales (2005) - com Catching Tales Special Edition
- The Pursuit (2010) - com The Pursuit Deluxe Edition (CD+DVD)